# Van Dooren & Dams
Van Dooren & Dams was een van de oudste en grootste wollenstoffenfabrieken in Tilburg. De fabriek werd in 1783 als ‘M.C. van Dooren & Co.’ opgericht door Martinus van Dooren (1756-1811)  en zijn zwager Gerardus Dams (1763-1817). Rond 1790 – toen Dams inmiddels meerderjarig was – werd de naam veranderd in Van Dooren & Dams. De firma bestond tot 1972.

## Ontstaan
Het beginkapitaal werd verschaft door de weduwe Dams (Gerarda Hensen, 1728-1811), schoonmoeder respectievelijk moeder van de firmanten. Oorspronkelijk was het bedrijf gevestigd in haar woonhuis op het Goirke. Veel van het werk werd echter verricht door thuiswerkers. Omstreeks 1800 verhuisde de firma naar een pand aan de Nieuwendijk, tegenover de fabriek van Pieter Vreede. Van Dooren & Dams introduceerde in 1809 als eerste in Nederland de door een  paardencarousel aangedreven spinmachine, geleverd door de firma W. Cockerill uit Verviers. Er werd laken gemaakt, in het bijzonder voor militaire uniformen.
Oprichter Martinus van Dooren overleed in 1811 en zijn compagnon Dams in 1817. Dams had geen mannelijke erfgenamen en de familie Dams trok zich uit de firma terug. De oudste zonen van Martinus van Dooren, Pieter (1784-1845) en Louis (1785-1821), zetten de zaak voort. In 1812 had Van Dooren & Dams meer arbeiders in de fabriek dan daarbuiten, wat in het begin van de 19e eeuw uniek was voor Tilburg. Verder was het gehele productieproces van het wassen van de wol tot en met de apprêtuur van de stoffen in eigen beheer.

## Groei

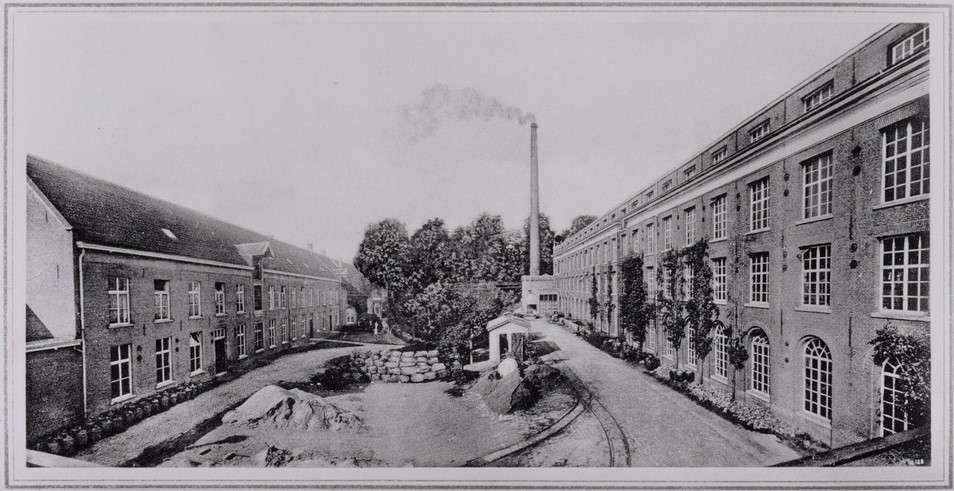
Wollenstoffenfabriek van Van Dooren & Dams, aan het Korvelplein in Tilburg omstreeks 1917

In 1821 overleed Louis en in 1825 trok Pieter van Dooren zich uit de zaak terug. Hij stichtte 'Wolspinnerij Pieter van Dooren', dat bestaan heeft tot 1925. Twee jaar na zijn vertrek nam hij als eerste in Tilburg een stoommachine in bedrijf. Vanaf dat moment besteedde Van Dooren & Dams op contractbasis veel spinwerk en al het vollen uit bij de firma van Pieter van Dooren. 
De derde zoon van Martinus, Hendrik (1794-1875), nam de leiding over en bleef directeur van Van Dooren & Dams tot aan zijn overlijden. Hij voerde een voorzichtige, weinig innovatieve bedrijfspolitiek. Zo ging hij pas in 1850 over op stoommachines. Hij wist op die manier een acceptabele gemiddelde winst te bereiken en zijn vermogen  ruim te verdubbelen. In 1872 verplaatste hij zijn bedrijf van de Nieuwendijk naar Korvel, waar hij de fabriek van J.N. Diepen en Co. aan het Korvelplein kocht, inclusief inventaris en machinerieën.
De firma kreeg onder leiding van de zoon van Hendrik van Dooren, Adolf (1844-1895), meer dynamiek en het fabriekscomplex werd in de loop van de tijd diverse keren uitgebreid. Zo werden de weverij en de kamgarenspinnerij ondergebracht in een groot nieuw fabriekspand. Na het overlijden van Adolf namen zijn oudste en derde zoon, Henri (1871-1928) en Emile van Dooren (1876-1957), de leiding over. De firma bleef voornamelijk voor de binnenlandse markt produceren. Twee derde van de omzet bestond uit overheidsorders, zoals uniformstoffen voor het (koloniale) leger en postbodes.
In de 20e eeuw traden nieuwe generaties Van Dooren aan, die bleven investeren om de fabricage technisch en bedrijfseconomisch up to date te houden. Na het overlijden van Henri in 1928 nam zijn zoon Huib (1896-1948) de leiding over. Door het grote aandeel van overheidsorders in de productie kon het bedrijf ook in crisisjaren overleven.

## Neergang
Dat lukte tot het midden van de 20e eeuw, toen de textielindustrie in geheel Nederland in grote problemen kwam. De neergang die ontstond was te wijten aan de groeiende concurrentie uit het buitenland. Na de oprichting van de EEG in 1957 verdwenen allerlei handelsbelemmeringen, waarvan met name Italiaanse textielproducenten profiteerden. Ook van buiten Europa nam de textielinvoer toe, met name uit de lagelonenlanden.
In 1960 voerde directeur Harry van Dooren (1924-2018) samen met commissaris Henk van Dooren (1915-2000), respectievelijk zoon en broer van Huib, een reorganisatie door waarbij 60 weekloners en 19 maandloners werden ontslagen, overeenkomend met 25 procent van het personeel. In 1962 behaalde het bedrijf weer een positief resultaat door zich te specialiseren in tweedstoffen. Door een modewisseling viel de markt voor tweeds enkele jaren later echter weg. Als gevolg daarvan moesten in 1971 weer ontslagen aangezegd worden. Een jaar later werd surseance van betaling aangevraagd en op 17 november 1972 werd het faillissement van Van Dooren & Dams uitgesproken en werden de laatste 13 werknemers ontslagen.
In 1975 werd de fabriek gesloopt. Op het voormalige fabrieksterrein werd in 1977-1978 het nieuwbouwproject "Korvelse hofjes" gerealiseerd.